# شهرستان کرکوک
شهرستان کرکوک (به عربی: قضاء کرکوک) (به کردی: قەزای کەرکووک) یک شهرستان در عراق است که در استان کرکوک واقع شده‌است.